# سیارک ۵۱۷۱
سیارک ۵۱۷۱ (به انگلیسی: 5171 Augustesen، نامگذاری:1987SQ3) پنج هزار و صد و هفتاد و یکمین سیارک کشف شده‌است که در ۲۵ سپتامبر ۱۹۸۷ کشف شد.
قدر مطلق سیارک برابر ۳۰.۹ است.